# Doryidella
Doryidella là một chi bọ cánh cứng trong họ Chrysomelidae.
Chi này được miêu tả khoa học năm 1940 bởi Laboissiere.

## Các loài
Các loài trong chi này gồm:
- Doryidella minor Kimoto, 1989
- Doryidella pallida (Jacoby, 1892)